# 安芸高田市立八千代中学校
安芸高田市立八千代中学校（あきたかたしりつ やちよちゅうがっこう）は、広島県安芸高田市八千代町にある公立中学校。

## 概要
安芸高田市の南西部にある中学校で、学校の北方に江の川上流部に建設された土師ダムがある。ダム湖でもある八千代湖でカヌーの練習もできる他、学校にはカヌー部がある。8時20分から朝の読書を行っている。

## 教育目標
自ら学び、自信をもって物事に挑戦する生徒の育成

## 沿革
- 1947年（昭和22年）4月15日 刈田村立刈田中学校創立、根野村立根野中学校創立
- 1949年（昭和24年）5月1日 刈田村・根野村学校組合を組織し、刈田中学校を学校組合立刈田中学校と改称し、根野中学校を分校とする。
- 1950年（昭和25年）2月7日 簸川中学校と校名変更、簸川中学校根野分校とする。
- 1958年（昭和33年）3月25日 簸川中学校は本校・分校を統合し、八千代村立八千代中学校とし、校舎の位置を佐々井1264に移転
- 1960年（昭和35年）4月1日 八千代町立八千代中学校と校名変更
- 1979年（昭和54年）9月1日 新校舎落成。佐々井大谷1438-1に移転
- 1980年（昭和55年）9月14日 町民体育館完成
- 1987年（昭和62年）3月25日 町民体育館を中学校体育館に転用
- 2001年（平成13年）9月6日 安芸高田市広域連合よりパソコン20台設置
- 2002年（平成14年）8月 被服室兼集会室の改修完成
- 2003年（平成15年）4月 カヌー部創立[2]
- 2003年（平成15年）10月6日 図書室リニューアルオープン
- 2004年（平成16年）3月1日 安芸高田市発足、安芸高田市立八千代中学校に改称
- 2006年（平成18年）3月 校舎内壁改装工事完了
- 2007年（平成19年）3月 パソコン室パソコン更新
- 2010年（平成22年）1月 ボイラーシステムを廃止し、ストーブに変更
- 2011年（平成23年）10月 校舎内外大規模改装工事完了
- 2012年（平成24年）11月30日 屋内運動場耐震改修工事完了

## 学区
八千代町別所、八千代町中土師、八千代町黒瀬、八千代町下土師上、八千代町下土師中、八千代町下土師下、八千代町上谷、八千代町山梨、八千代町北原、八千代町日南、八千代町日南団地、八千代町化正面、八千代町下ときわ、八千代町上ときわ、八千代町前田住宅、八千代町大まき、八千代町横路住宅、八千代町上恩地、八千代町下大又、八千代町上大又、八千代町水無、八千代町五郎丸、八千代町下佐々井、八千代町門出、八千代町谷ノ城、八千代町みどり会1、八千代町みどり会2、八千代町みどり会3、八千代町みどり会4、八千代町中佐々井、八千代町安森、八千代町上佐々井、八千代町宮の下、八千代町宮の上、八千代町古屋、八千代町国安、八千代町中の谷、八千代町実宗、八千代町出口東、八千代町出口西、八千代町出口中、八千代町寺の下、八千代町高平寺、八千代町殿前町営住宅、八千代町上高平寺、八千代町末石、八千代町日南下、八千代町日南中、八千代町日南上、八千代町東邦団地、八千代町市下、八千代町市裏、八千代町市表、八千代町土井、八千代町余井、八千代町平原、八千代町本郷、八千代町根の谷
- [註] 安芸高田市教育委員会では、平成18年度より学校選択制度を導入していて中学校に入学する時と小学校5年生になる時に学校を選択することができる[4]。

## アクセス
- 国道54号線八千代支所前交差点から徒歩15分